# Vriesea vietoris
Vriesea vietoris là một loài thực vật có hoa trong họ Bromeliaceae. Loài này được Utley miêu tả khoa học đầu tiên năm 1981.